# Fryštát (hrad)
Fryštátský hrad je goticko-renesanční stavba z konce 13. století. Zpočátku hrad plnil funkci strážce Slezské obchodní stezky z Uher do Pobaltí, od poloviny 15. století se stal jedním ze středověkých rezidenčních sídel slezského vládnoucího rodu Slezských Piastovců a později vzniklé těšínsko-fryštátské větve. Dnes je jediný tohoto druhu v České republice. Nachází se na srázu skalního návrší nad říčkou Mlýnkou, nedaleko břehů slezské řeky Olše, na samém okraji historického centra města Karviné. Do poloviny 20. století tvořil jeden ucelený areál, poté byl rozdělen na dvě samostatně se dále rozvíjející části – knížecí zámek a farní kostel. Mezi léty 1327–1573 byl Fryštátský hrad lénem českých králů, a je nejdéle trvající rezidencí české panovnické dynastie. Piastovci zde vymřeli až roku 1571.

## Historie

### Založení hradu

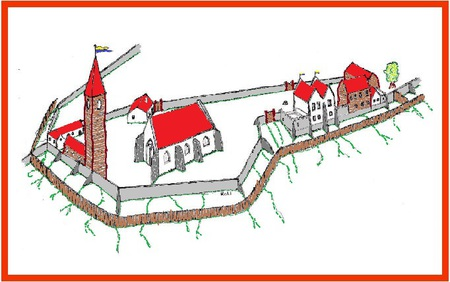
Rekonstrukční kresba podoby hradu po jeho založení po roce 1282

Roku 1282 převzal vládu nad ratibořskou částí Opolského knížectví, kam patřilo i město Fryštát, dnes část Karviné, kníže Měšek III. Opolský. Kníže byl velkým politikem té doby, spojencem českého krále Václava II. Přemyslovského a tchánem jeho syna, českého krále Václava III. Rozvíjel svá města a stavěl v něm hrady. Tak tomu bylo i v případě Fryštátu. Město již asi po tři sta let leželo na břehu řeky Olše, kterou bylo často zaplavováno, z toho důvodu se kníže rozhodl postavit zcela nový hrad na skalním návrší, několik kilometrů dále od tehdejšího města. Stavební práce začaly před rokem 1288 výstavbou gotické hradní kaple ve slohu slezské gotiky podle o pár let starší hradní kaple v Ratiboři, dále kamenno-dřevěného knížecího zámku a v nejzápadnějším cípu hradu se nacházely hospodářské budovy, dnes známé jako farní dvůr. Celý areál byl opevněn zdí a obehnán příkopem jehož stopy jsou stále zjevné. Nejstaršími dochovanými stavbami hradu z doby jeho založení pochází hlavní oratoř kostela a jihozápadní část zámku s reprezentativním sálem, která byla do roku 1511 samostatně stojící budovou. První velkou rekonstrukci provedl kníže Přemysl I. Nošák před rokem 1377, kdy zde krátce pobýval. Dřevěné budovy nahradil kamennými, postavil černou kuchyni, zbrojnice a obranné terasy. Celý zámek ze severní strany protínala gotická krytá chodba, snad arkádová.

### Rozvoj hradu v 15. století

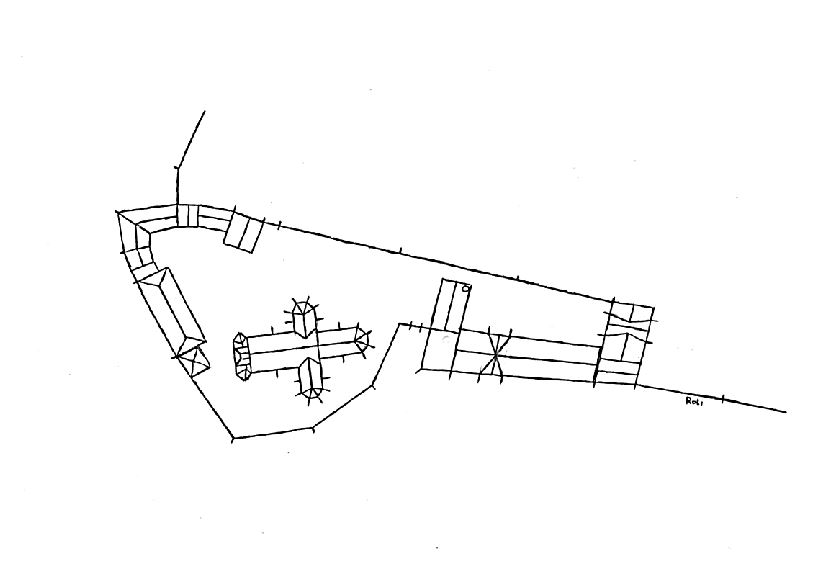
Půdorys hradu po rekonstrukci z roku 1420

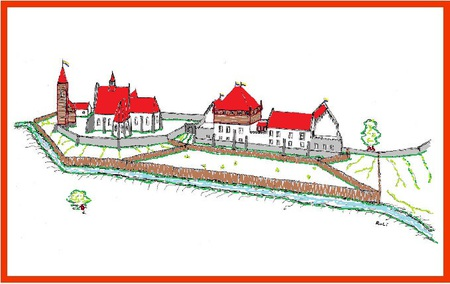
Rekonstrukční kresba podoby hradu po jeho rozšíření v roce 1420

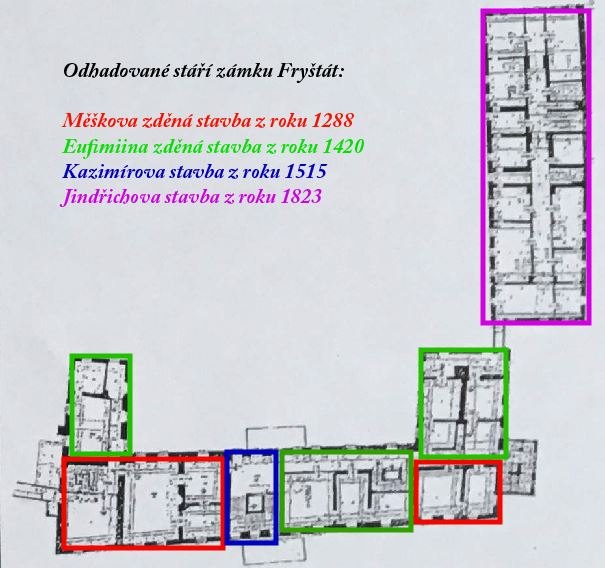
Půdorys knížecího zámku Fryštát s popisem stáří jednotlivých částí

Když se roku 1412 Piastovský kníže Boleslav I. oženil s Eufemií Mazovskou, neteří zakladatele Jagellonské královské rodové linie, věnoval tento hrad své ženě, jako věnné léno. Kněžna tak započala s přestavbou hradu v rezidenční sídlo. Na severozápadní straně vybudovala samostatné kuchyňské křídlo, které nahradilo dřívější černou kuchyni. K hradní kapli nechala postavit gotickou kapli sv. Anny, takže vznikl kostel o půdorysu latinského kříže. Nechala zde také vyobrazit dochované fresky umučení svaté Kateřiny a svaté Barbory. Přestavba hradu v rezidenční sídlo značně zadlužila celé knížectví, a proto byly některé z jeho území po roce 1335 prodány. Hrad byl po přestavbě více zděný než dříve. Když kněžna Eufemie roku 1431 ovdověla, přesídlila z Těšínského hradu na hrad Fryštátský, kde také vychovala své potomky. Její syn, kníže Boleslav II., převzal vládu nad fryštátskou částí těšínského knížectví po smrti své matky v roce 1447 a vládl z Fryštátského hradu, který v té době byl rozsáhlý a okázalého vzhledu, kde kníže vedl "nádherný" dvůr. Kníže Boleslav II. zemřel velmi brzy, vládl do roku 1452. Od roku 1477 se fryštátské panství stalo opět součástí těšínského knížectví.

### Renesanční věk

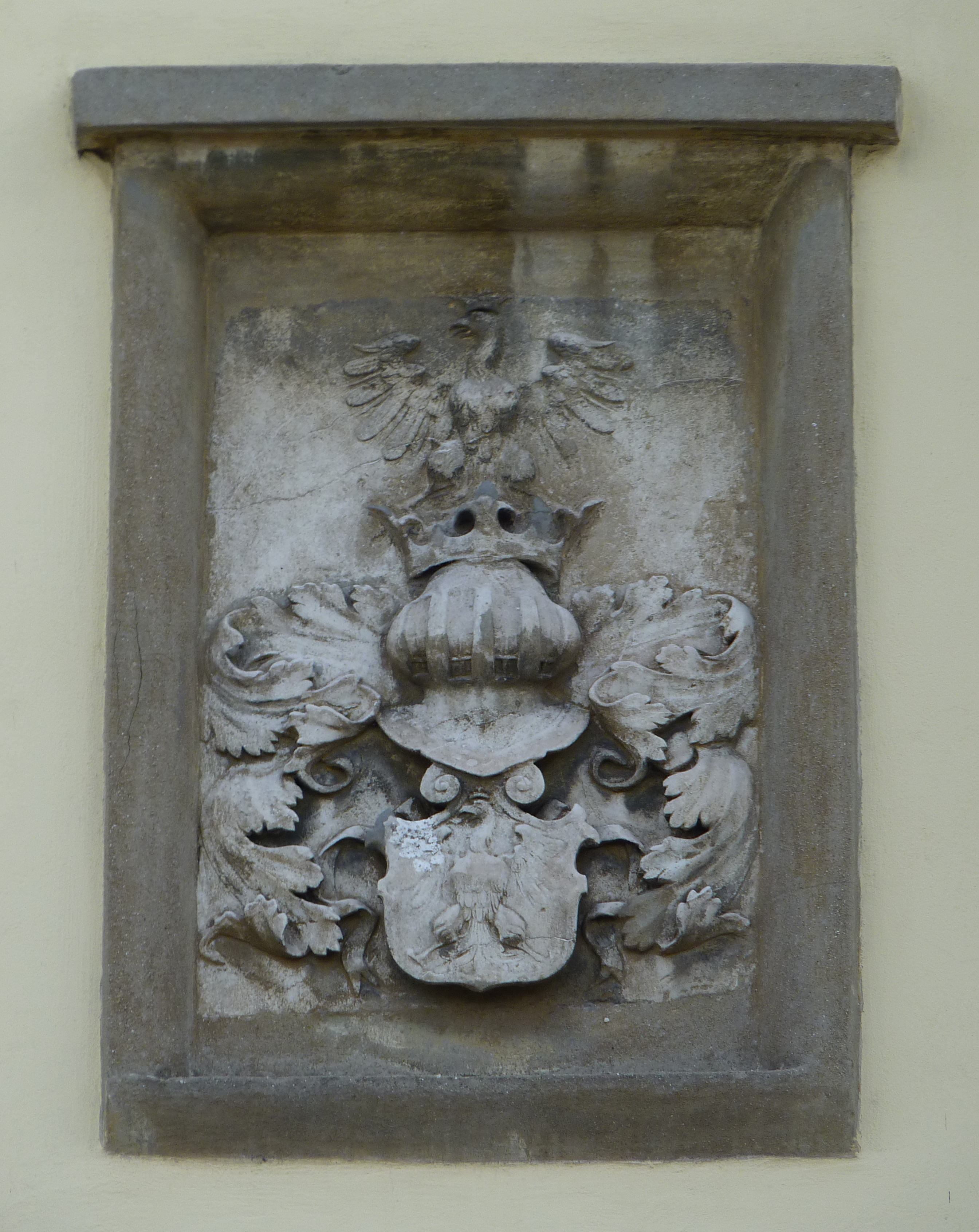
Erb rodu Piastů ve Fryštátě, který zde sídlil do roku 1571

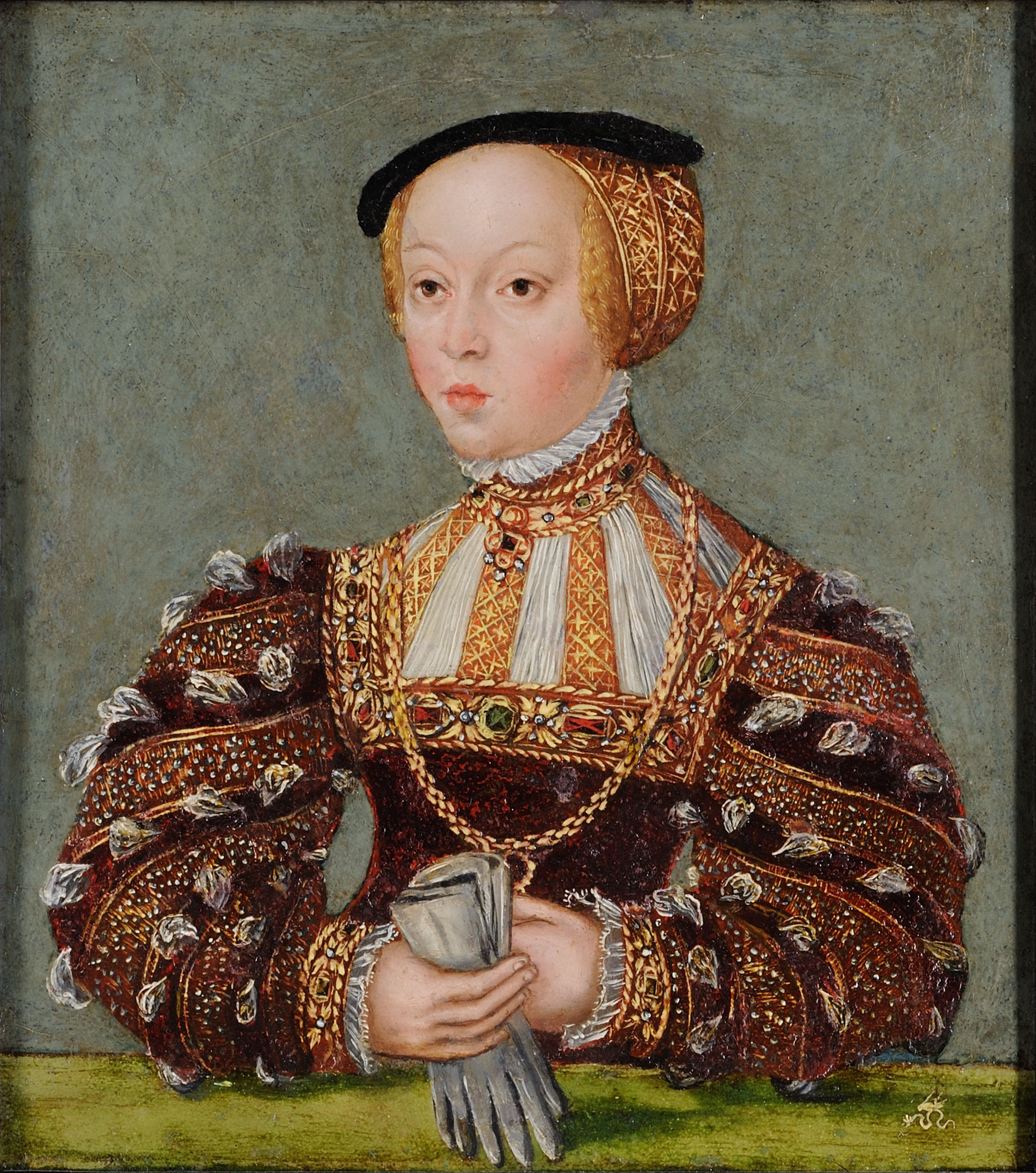
Návštěva rakouské arcivévodkyně a budoucí polské královny Alžběty Habsburské je v historii Fryštátského hradu co do velikosti průvodu tou největší. Alžbětin doprovod čítal na 1.500 osob

Po smrti knížete Boleslava II. žila na fryštátském hradě jeho žena, vévodkyně Anna, která zde rovněž vychovala své potomky. Z nich vynikl především Kazimír II., který odsud vládl Fryštátskému panství mezi léty 1460 - 1477. Byl ženatý s Johanou, vnučkou českého krále Jiřího z Poděbrad. Stal se velikým politikem své doby. Byl spojencem českého krále Vladislava II. od kterého za svou věrnost obdržel výsady pro město Fryštát. Kníže byl také slezským zemským hejtmanem, tedy nejvyšším zástupcem českých králů ve Slezsku. Roku 1477 obě knížectví opět spojil v jedno a sídlo přesunul do Těšína, ale Fryštátský hrad stále využívá k reprezentativním událostem. Na přelomu 15. a 16. století byl prostředníkem mezi českým králem Vladislavem II. a polským králem Zikmundem I. Roku 1511 hrad postihl požár, který zasáhl i celé město. Mezi léty 1511 - 1514 proto hrad prochází renesanční opravou. Obě zámecké budovy se spojují v jeden celek a na místě bývalé proluky vzniká renesanční mázhaus s východem do zahrady a v patře sál fraucimoru. Ke kostelu je přistavena 56 metrů vysoká věž a severní opevnění je zbouráno. Vzniká tak komfortní sídlo otevřené k městu.
Kníže Kazimír II. měl dva syny, ale oba zemřeli mladí. Syn Václav II. byl ženat a v době kdy zemřel, byla jeho žena těhotná a tak se Kazimírova pozornost obrátila na roku 1524 narozeného vnuka Václava III. Adama. Kníže Kazimír byl již stár a proto ještě před svou smrtí toužil své knížectví zabezpečit. Za tímto účelem svého jednoletého vnuka Václava dal na Fryštátském hradě zasnoubit se stejně starou Marií, dcerou Jana IV. z Pernštejna. Ten se po Kazimírově smrti stal regentem těšínského knížectví a jeho sídlo opět přesunul na Fryštátský hrad, který se vyznačoval komfortem, jež se alespoň zčásti podobal luxusním pernštejnským sídlům. V roce 1543 vybral zemský hejtman Jan Sedlnický z Choltic Fryštátský hrad k ubytování rakouské vévodkyně a budoucí polské královny Alžběty Habsburské, na její cestě do Krakova, kam jela na svou svatební hostinu. Doprovázel jí průvod čítající 1500 jezdců na koních, což dosvědčuje rozlehlost Fryštátského hradu. Roku 1552 na 4 roky přesunul celý knížecí dvůr i kníže Václav III. Adam s kněžnou Marií z Pernštejna a v roce 1567 zde měla svou předsvatební hostinu i Kateřina Sidonie Sasko-Lauenburská, druhá žena knížete Václava III. Adama. V roce 1583 český král a římský císař Rudolf II. Habsburský osobně pomohl vyřešit spor, který mezi sebou měli zástupci těšínských stavů s těšínskou kněžnou Kateřinou Sidonií. Dějištěm tohoto sporu se stal Fryštátský hrad. Mezi léty 1515 a 1530 byla na hradě ke kostelu přistavěna 56 m vysoká věž, jež je dodnes jeho hlavní dominantou.

### Vymření Piastovců ve Fryštátě

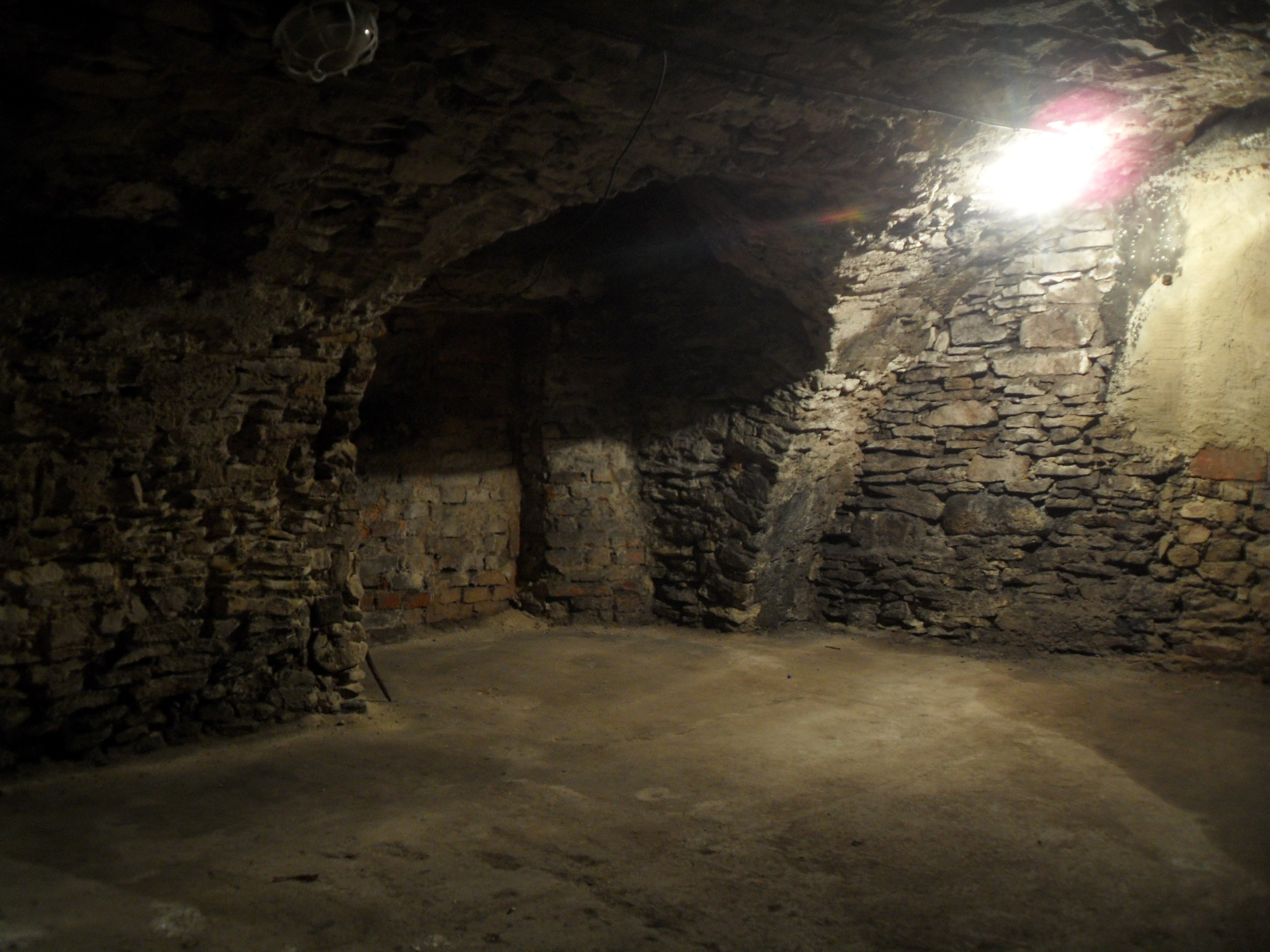
Dochované středověké hradní sklepy z doby gotiky

Syn knížete Václava III. Adama, Fridrich Kazimír Fryštátský, v roce 1563 opět rozdělil těšínské knížectví na dvě části a sám se ujal vlády nad jeho fryštátskou částí se sídlem na Fryštátském hradě. Tato část knížectví se rozprostírala od města Frýdku (Frýdek-Místek) až po město Bílsko (Bielsko-Biala). Začátkem roku 1564 si na hrad přivedl svou novomanželku, kněžnu Kateřinu, dceru Fridricha III. Lehnického, se kterou založil vlastní, fryštátskou rodovou větev. Kníže Fridrich Kazimír byl také jediným dědicem celého Těšínského knížectví, předpokládal tedy, že po smrti svého otce přesune natrvalo sídlo do Fryštátu, kde započal výstavbu zcela nového, renesančního zámku Ráj, který se měl stát jeho novým luxusním sídlem. Nikdy však do něj nepřesídlil. Roku 1566 se manželům narodila dcera Kateřina Fryštátská, ale její matka, kněžna Kateřina z Lehnice tři roky nato umírá. Roku 1571 umírá i dcera Kateřina a také kníže Fridrich Kazimír. Tímto tato rodová větev po svém osmiletém trvání vymřela.
Výstavba nového zámku Ráj knížectví silně zadlužila. Jako léno českých králů Fryštátský hrad roku 1571 převzal český král a císař Maxmilián II. Habsburský, ale roku 1573 pro ho velké dluhy prodává vévodovi Václavu Cigánovi ze Slupska, který se na hradě usídlil a jeho potomci zde vytrvali až do roku 1637, kdy pro své protestantské náboženské vyznání museli Fryštát opustit. Tento rod hradní kostel rozšířili o tzv. Moravskou kapli, která sloužila nově příchozím protestantským obyvatelům, kteří nemluvili německy.

### Knížecí město Fryštát
Na severní straně od hradu se na přelomu 12. a 13. století začalo budovat nové město fryštátské, které se v listině z roku 1327 vyskytuje pod německým názvem Freistadt in Roy - česky Fryštát v Ráji. Ve skutečnosti jde o přeložení starého Fryštátu, které se nacházelo na břehu řeky Olše, kde často trpělo povodněmi. Dnes je to obec Staré Město.

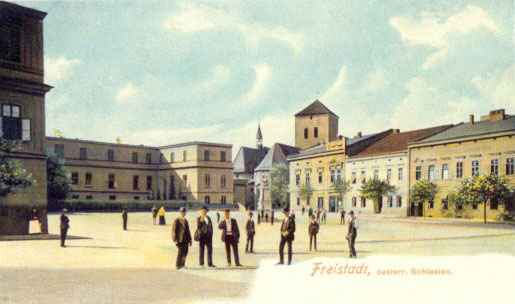
Knížecí město Fryštát je městskou památkovou zónou, historickým centrem Karviné a jedním z nejstarších měst ve Slezsku. Pohled na hrad z městské, severní strany, kolem roku1900

Historie města Fryštát, latinsky Freystadium Orientale, sahá až do doby pádu Velkomoravské říše, kdy uvolněné slezské území začali osídlovat germánští Slezané, mluvící německým dialektem, tzv. Slezštinou, jazykem, který se zde udržel až do roku 1945, kdy byl plně nahrazen češtinou. Germánská osada neznámého jména se rychle rozvinula v prvořadé slezské obchodní středisko na obchodní stezce z Uher do Slezska a Pobaltí. Za vlády polského krále Lamberta II. (1024 - 1032) osada obdržela městská práva podle německého vzoru a dostala nový název Freystadium Orientale, česky Východní Fryštát. Název Fryštát se do češtiny překládá z německého Freistadt jako "město volného obchodu, nebo svobodné město". Roku 1282 vládu nad územím Opolského, následně Ratibořského knížectví převzal Piastovský kníže Měšek III. Opolský, po roce 1290 známý jako Měšek I. Těšínsko-Osvětímský, který město přesunul na vyvýšené místo, aby jej ochránil před častými povodněmi a postavil zde hrad jako první stavbu nového města. Fryštát až do roku 1571 plnil úlohu obchodního a rezidenčního města Piastovců, následně, a až do roku 1945, byl sídlem slezské aristokracie. Roku 1850 se stal sídlem okresního hejtmanství a soudu. Mezi léty 1938 až 1945 byl Fryštát spojen s okolními obcemi pod názvem Karwin - Freistadt a stal se součástí Německé říše. Od roku 1949 město nese název Karviná a je historickým centrem a také městskou památkovou zónou města Karviné.

## Hrad po roce 1637
Roku 1637 koupil hrad s celým panstvím český, přísně katolický šlechtic, Karel Zdeněk Žampach z Potštejna, který zde sice nesídlil, ale natrvalo zde navátil katolickou víru.

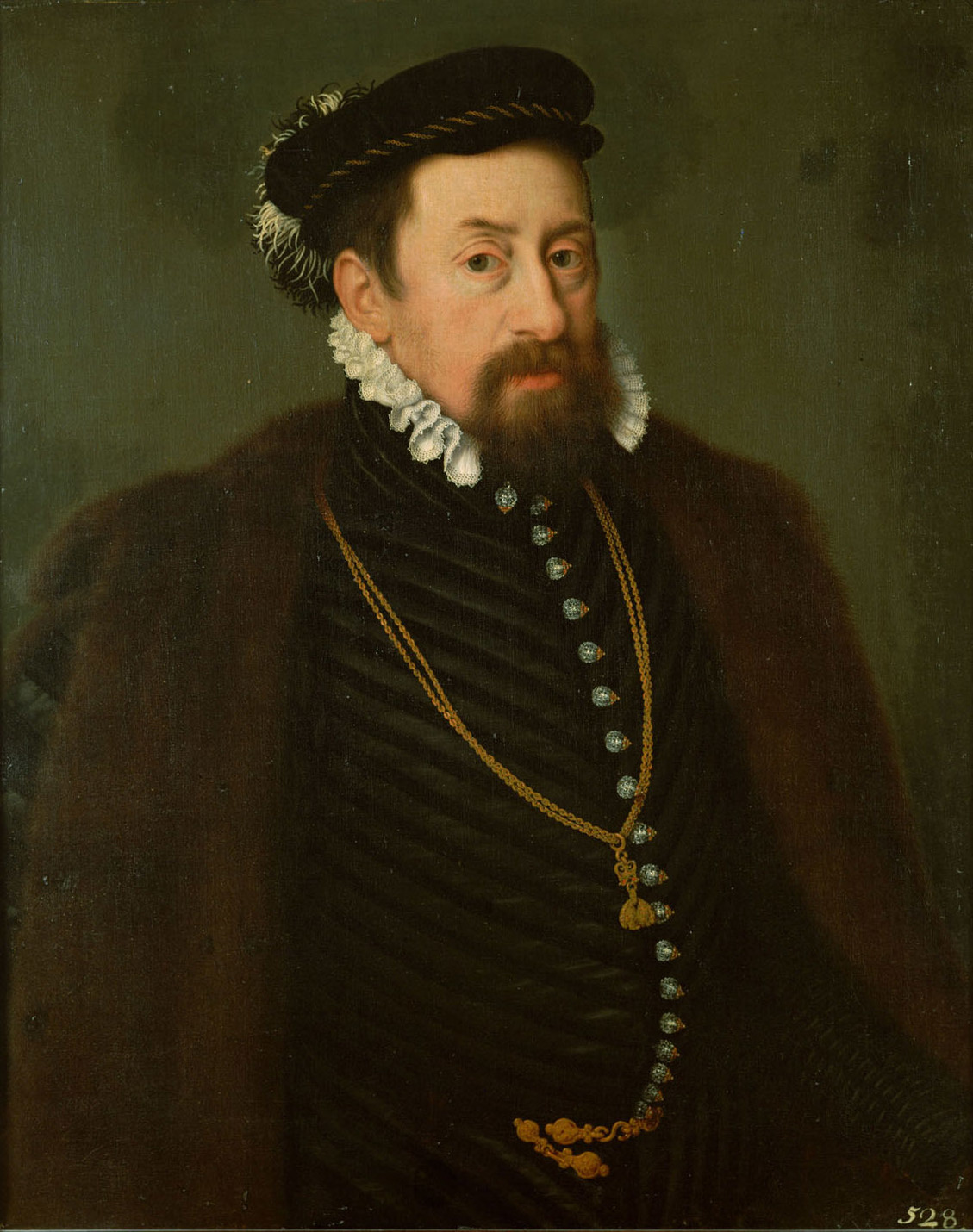
Český král a římský císař Maxmilián II. Habsburský (1527 - 1576) byl majitelem hradu v letech 1571 - 1573

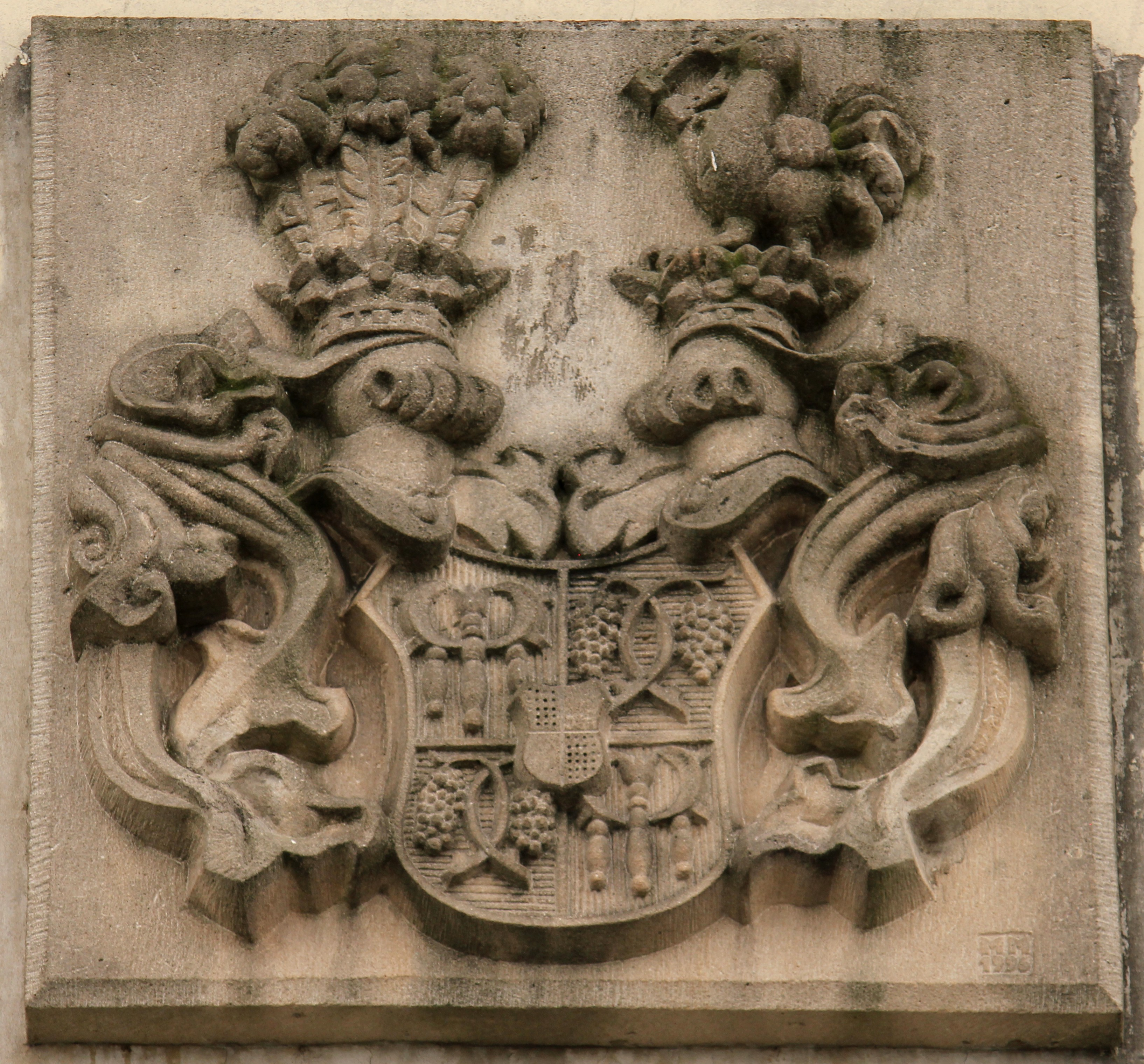
Erb rodu Larisch - Mönnichů, posledních držitelů Fryštátu, který byl mezi léty 1791 - 1945 jejich sídlem

Před rokem 1700 římský kníže Georg Adam von Gaschin zde provedl barokní opravy interiérů a za jeho panování se hradní kostel stal vyhledávaným poutním místem. Po roce 1781 hrabě Rudolf Taaffe staví na farním nádvoří novou faru a hradní zeď. Roku 1791 areál hradu, koupil významný aristokratický rod Larisch-Mönnichů, který zámek rozšířil o Lottyhaus a dal zámku klasicistní, empírovou fasádu. Roku 1821 byla na úpatí kostela vybudována jejich rodová hrobka, kde spočívají zakladatelé tohoto rodu a také i jiní jeho příslušníci. Larisch-Mönnichové v roce 1804 v založili v podzámčí rozsáhlý krajinářský park v anglickém stylu, ve kterém se konaly slavné parforsní hony pro pobavení nejvyšší aristokratické vrstvy. Těchto honů se mimo jiné zúčastnili např.: Rudolf Habsburský, Ferdinand d'Este, císař František Josef, německý císař Vilém II. nebo bulharský car Ferdinand I.
6. července 1930 v rámci svého celorepublikového turné, knížecí zámek navštívil i první československý president T. G. Masaryk. Na základě Benešových dekretů, byl roku 1945 zámek Larisch-Mönnichům s veškerým jejich průmyslovým majetkem zabaven a rozdělen na dvě části: zámek připadl státu a kostel římskokatolické církvi.

## Znovuobjevení středověkého hradu Fryštát v Karviné

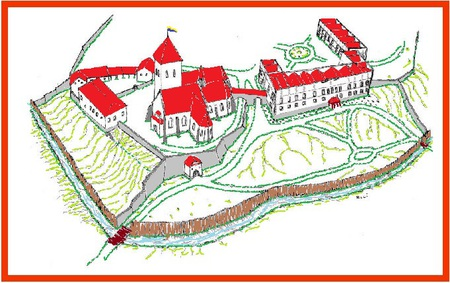
Kresba podoby Fryštátského hradu kolem roku 1850

Mezi léty 2017–2019 byly prováděny historické výzkumy, popsané v publikaci "Dějiny slezského knížecího hradu a zámku Fryštát", které měly odhalit gotickou podobu knížecího zámku Fryštát, protože se žádné jeho vyobrazení nedochovalo. K celému hradu existoval jen stručný a z historického hlediska ne zcela přesný popis historika Dr. Julia Bayera, žijícího v polovině 19. století. Výsledkem těchto výzkumů bylo sice jen pravděpodobné odhalení gotické podoby knížecího zámku, ale zato se díky těmto výzkumům zcela nečekaně našly důkazy, které svědčí o dosavadní existenci středověkého Piastovského hradu Fryštát. Byly odhaleny dochované gotické zámecké sklepy a základy a jeho gotické přízemní prostory nejpozději z doby druhé poloviny 14. století. Také dřívější hradní dvůr odhalil svou gotickou minulost a podobně kostel Povýšení svatého Kříže potvrzuje svou dřívější i dosavadní spojitost s původním hradem.

## Legenda o založení hradu Fryštát
Prof. Peter vzpomíná ve svých "Rozmanitostech" (Niscelles) ohledně zániku Starého Fryštátu, že totiž ke zničení starého města podle lidového podání nedošlo následkem požáru, nýbrž následkem rozhořčeného boje mezi majitelem tohoto místa, který tu obýval silně opevněný hrad a mezi králem z daleké země, který sem přitáhl s velkým vojskem, aby žádal vydání své manželky, která se utekla pod ochranu hradu. Pahorek mezi Starým městem a Oplížím (aut. uvádí německý název místa "Opplisch") ukrývá prý pozůstatky bojovníků, padlých v ničivém boji, místo, na němž se nalézá nynější staroměstská škola ukrývá pak kosti poraženého majitele hradu.

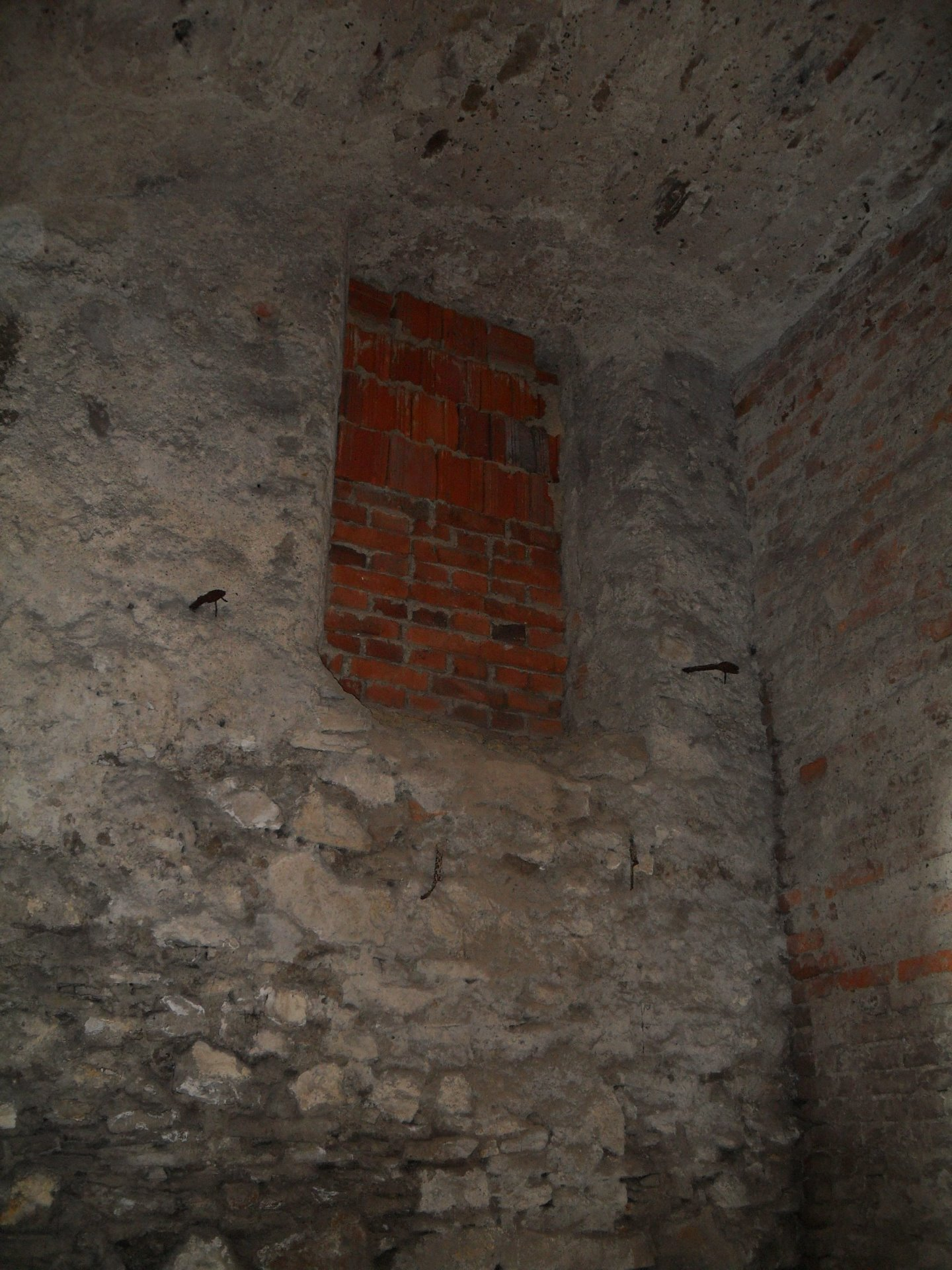
Gotická cela Fryštátského hradu z roku 1288

Králem zdaleka je kníže Měšek a onou královnou je jeho žena, která byla nám neznámou prinzecnou. Kníže po výše uvedené události dává na novém místě postavit hrad a přesouvá zde i město. O dva roky později se manželům rodí dcera Viola, která se roku 1305 stává českou královnou Alžbětou Přemyslovskou.
K založení hradu se váže i tato pověst:

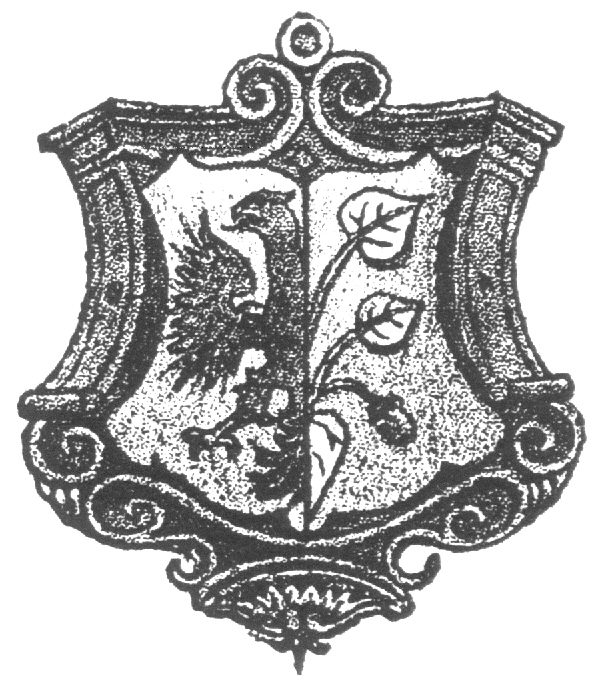
Historický znak hradu a města Fryštátu, používaný i městem Karvinou

Před dávnými časy procházel kníže se svou družinou slezskou zemí až přišel do Fryštátu a spočinul tady. Tehdy ještě Fryštát stál na břehu řeky Olše. Tu ke knížeti přilétla orlice a pobídla ho, aby ji následoval. A tak šel a došel až na nedaleký pahorek, kde stála vzrostlá lípa a orlice si před očima knížete stavěla v její koruně hnízdo. Vždy odlétla a vzápětí přilétla zpět s novou větvičkou v pařátech. Knížete zajímalo odkud si orlice větvičky přináší a tak ji sledoval. A došel zpátky do Fryštátu k řece Olši a viděl, jak orlice sbírá větvičky právě odsud, ze svého dosavadního hnízda, které přenáší na nové místo. Takto přelétávala tak dlouho dokud kníže viděl, že orlice celé své staré hnízdo přenesla větvičku po větvičce na nové místo. Tu kníže pochopil, že musí na nové místo přesunout celé město Fryštát. A tak ihned vydal pokyn k tomu, aby se na nedalekém pahorku, kde rostla vzrostlá lípa, postavil knížecí hrad a měšťané, aby si tam postavili své nové domy. Jakmile byl hrad a domy postavené, přišla velká povodeň a starý Fryštát byl zaplaven. Tak kníže poznal, že mu orlice dobře poradila. Každý rok se na fryštátskou lípu orlice vracela a vyváděla ve svém hnízdě mláďata. A protože si měšťané postavili své nové domy okolo lípy, vzniklo tak i první fryštátské náměstí. Jednoho dne však město zachvátil požár a fryštátská lípa shořela. Od té doby se ve městě už orlice neukázala, ale traduje se, že znovu přiletí až na stejném místě vyroste nová lípa. A tak od těch dob je v městském znaku orlice a lipový list, aby měšťané nezapomněli, jak je orlice zachránila před silnou povodní.

## Galerie

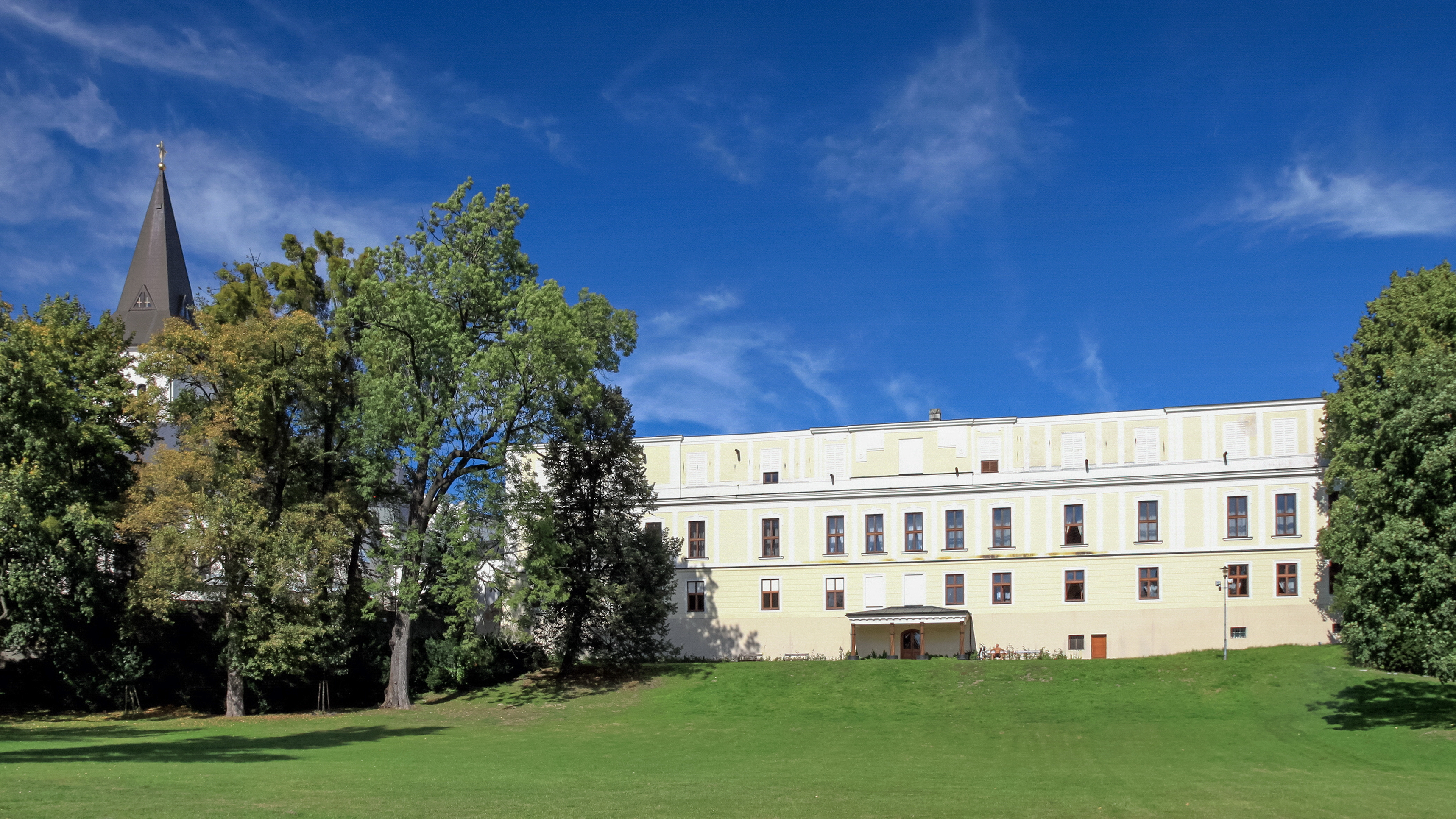
Fryštátský hrad z jižní strany
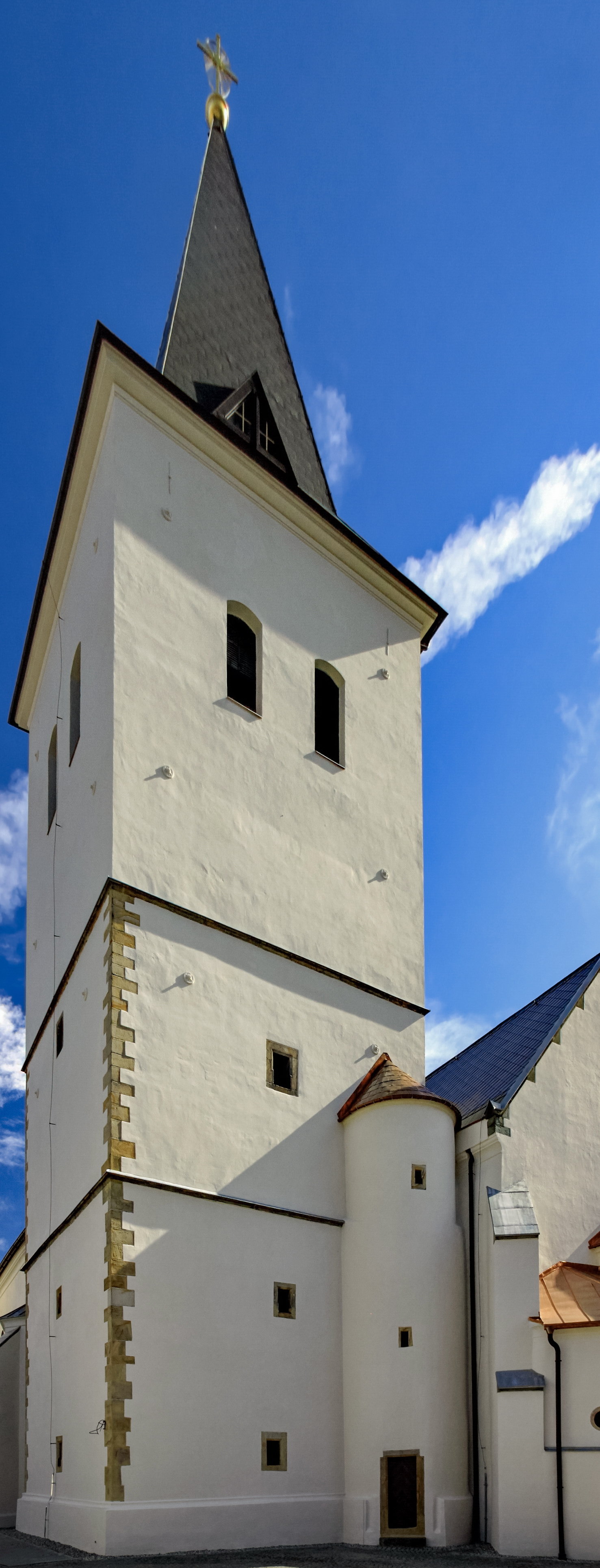
Dominantou hradu je od roku 1515 jeho gotická věž, sloužící jako zvonice kostela Povýšení svatého Kříže
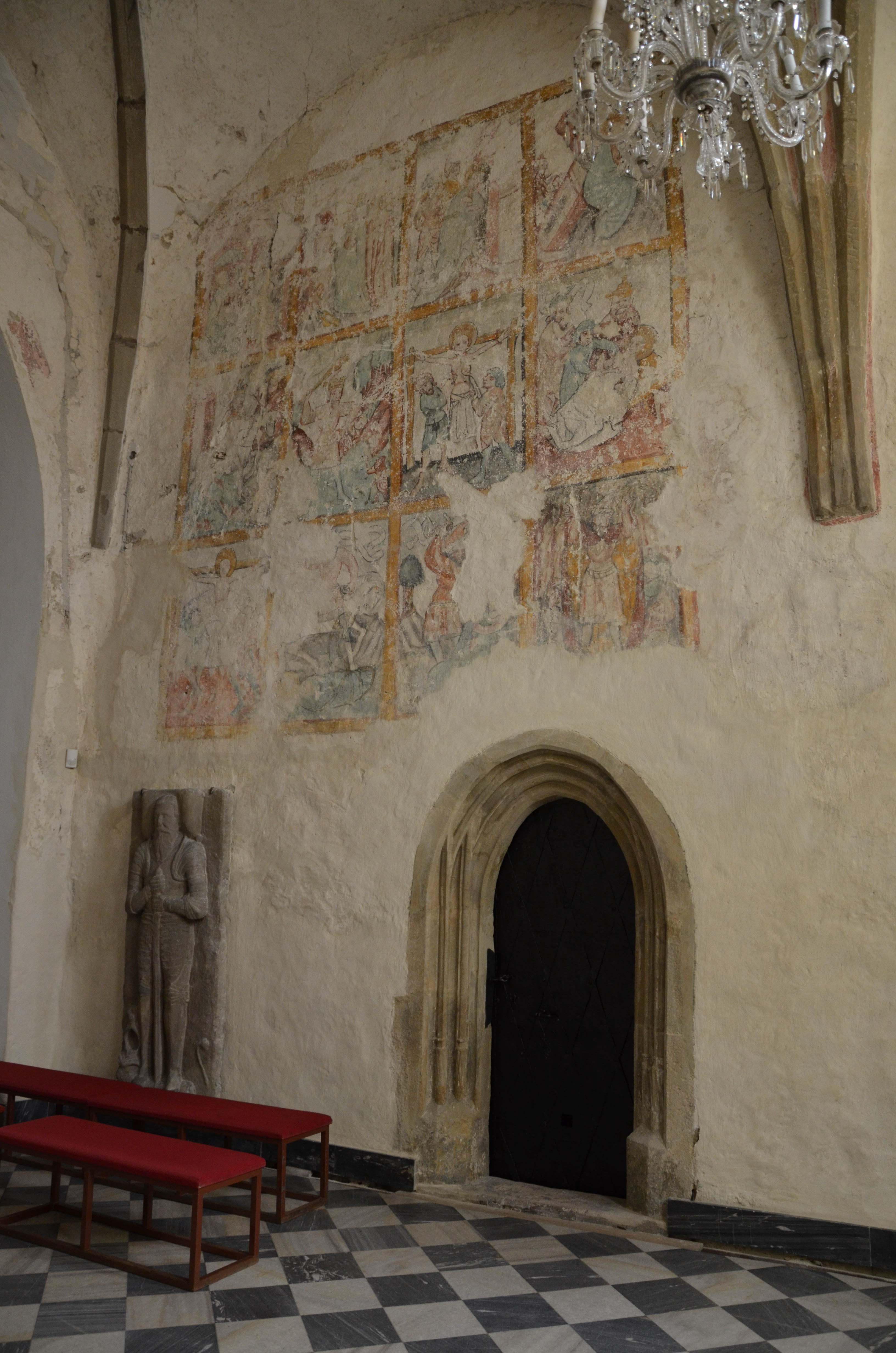
Gotická výzdoba hradního kostela Povýšení svatého kříže
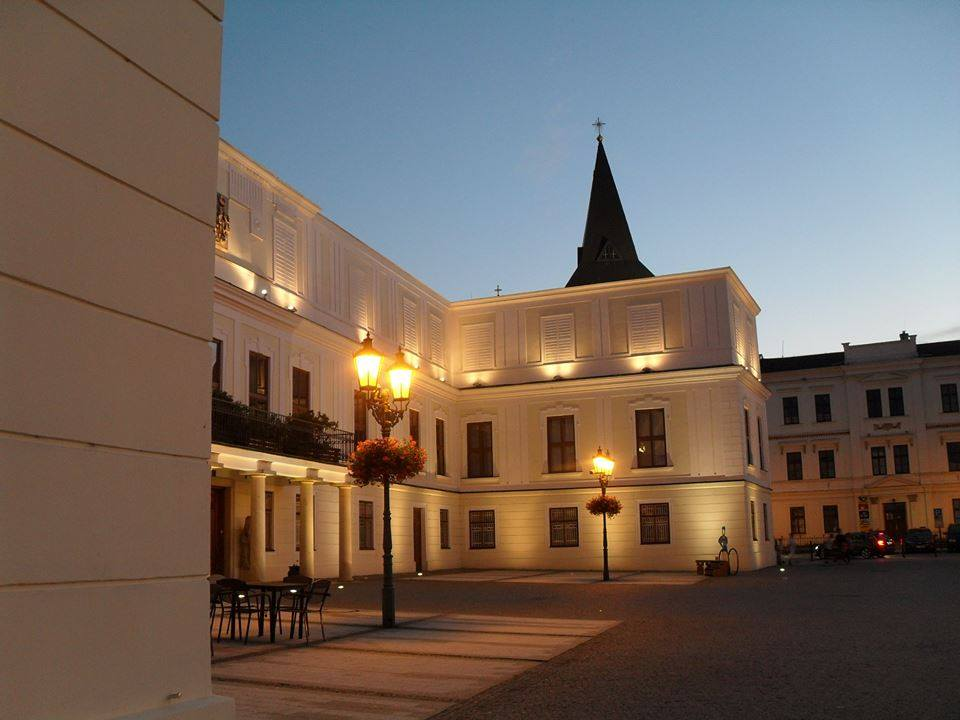
Velké nádvoří hradu s knížecím zámkem
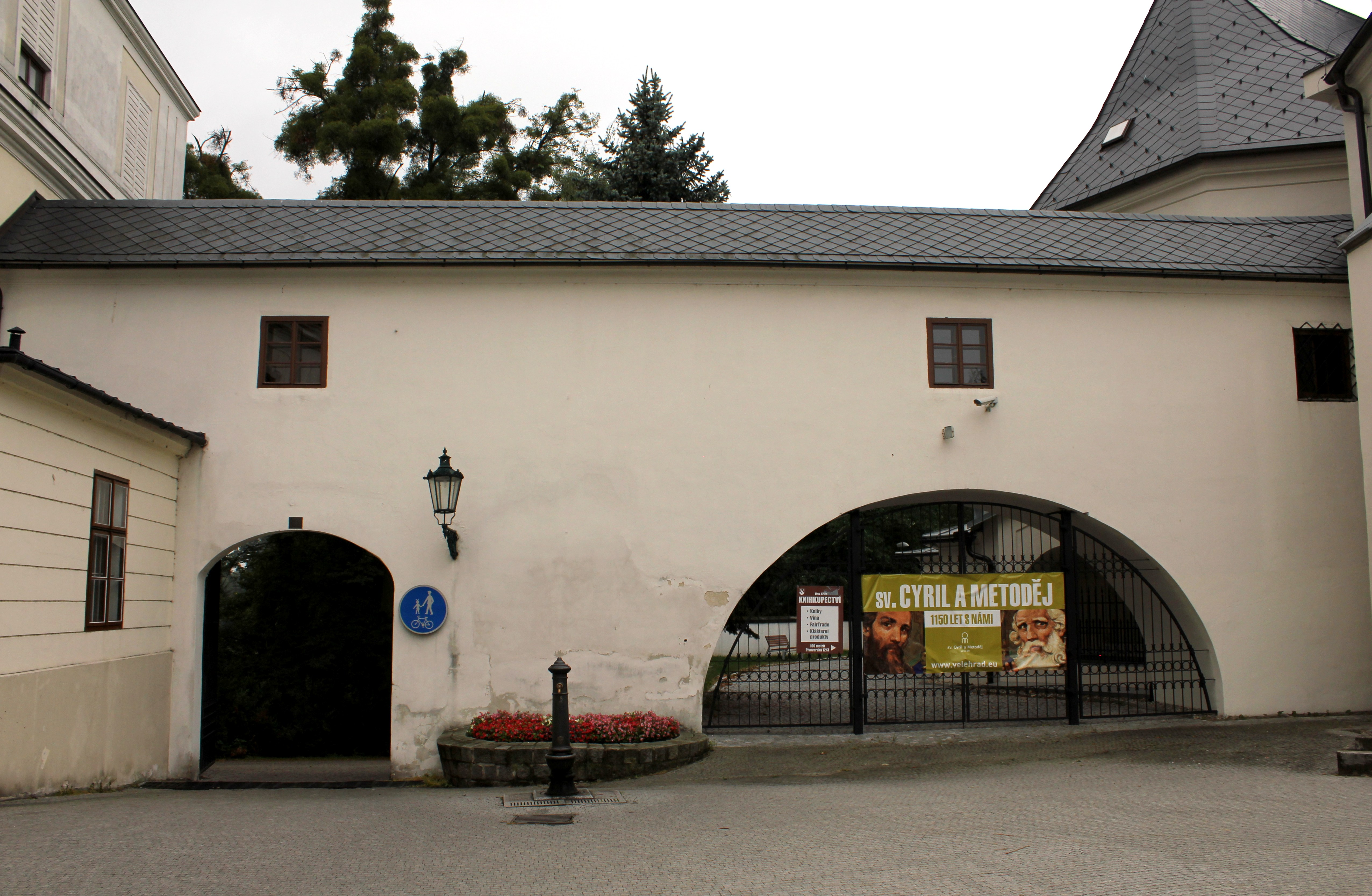
Malému nádvoří hradu dominuje Zahradní brána
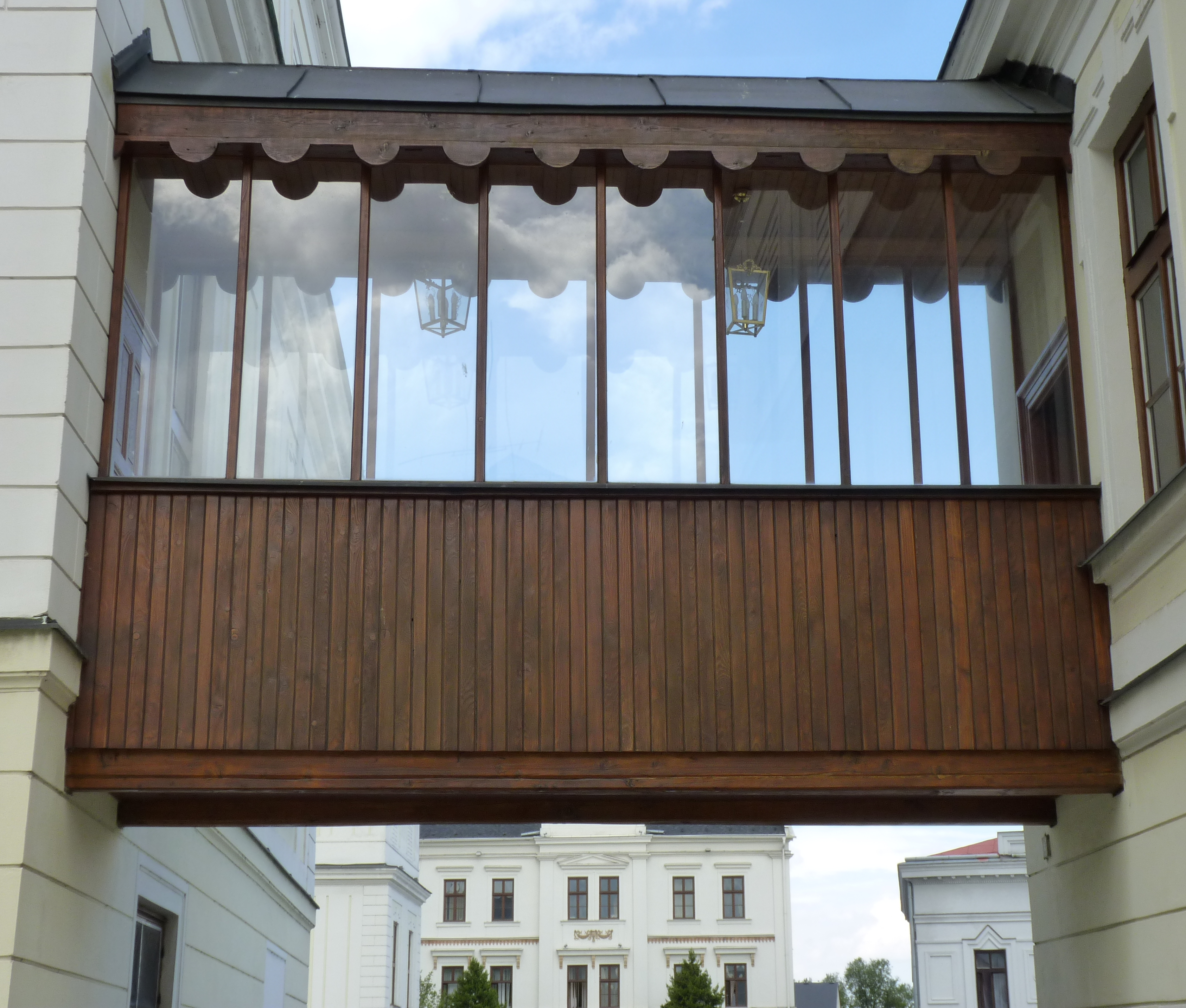
Dřevěnou chodbou je knížecí zámek spojen s nejmladší stavbou hradu - Lottyhausem
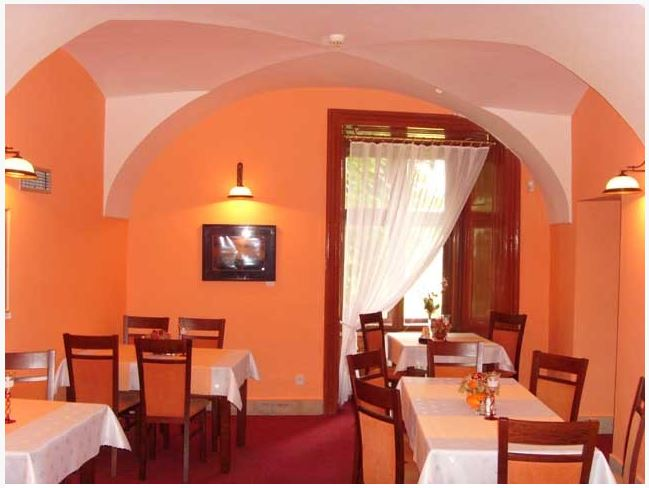
Goticko-renesanční východní část knížecího zámku pochází pravděpodobně z první poloviny 15. století
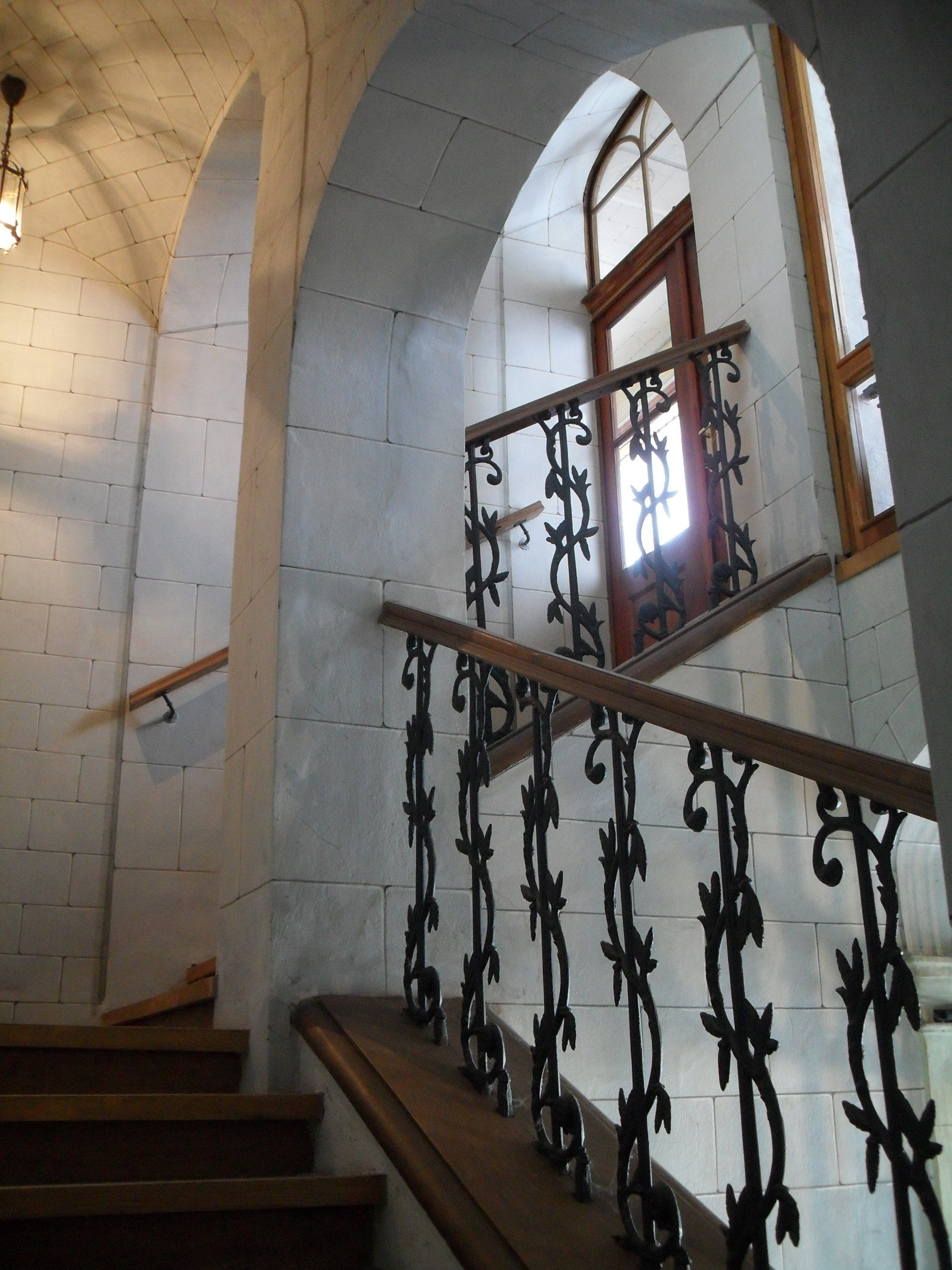
Původní Piastovské schodiště knížecího zámku se nachází v jeho východní části
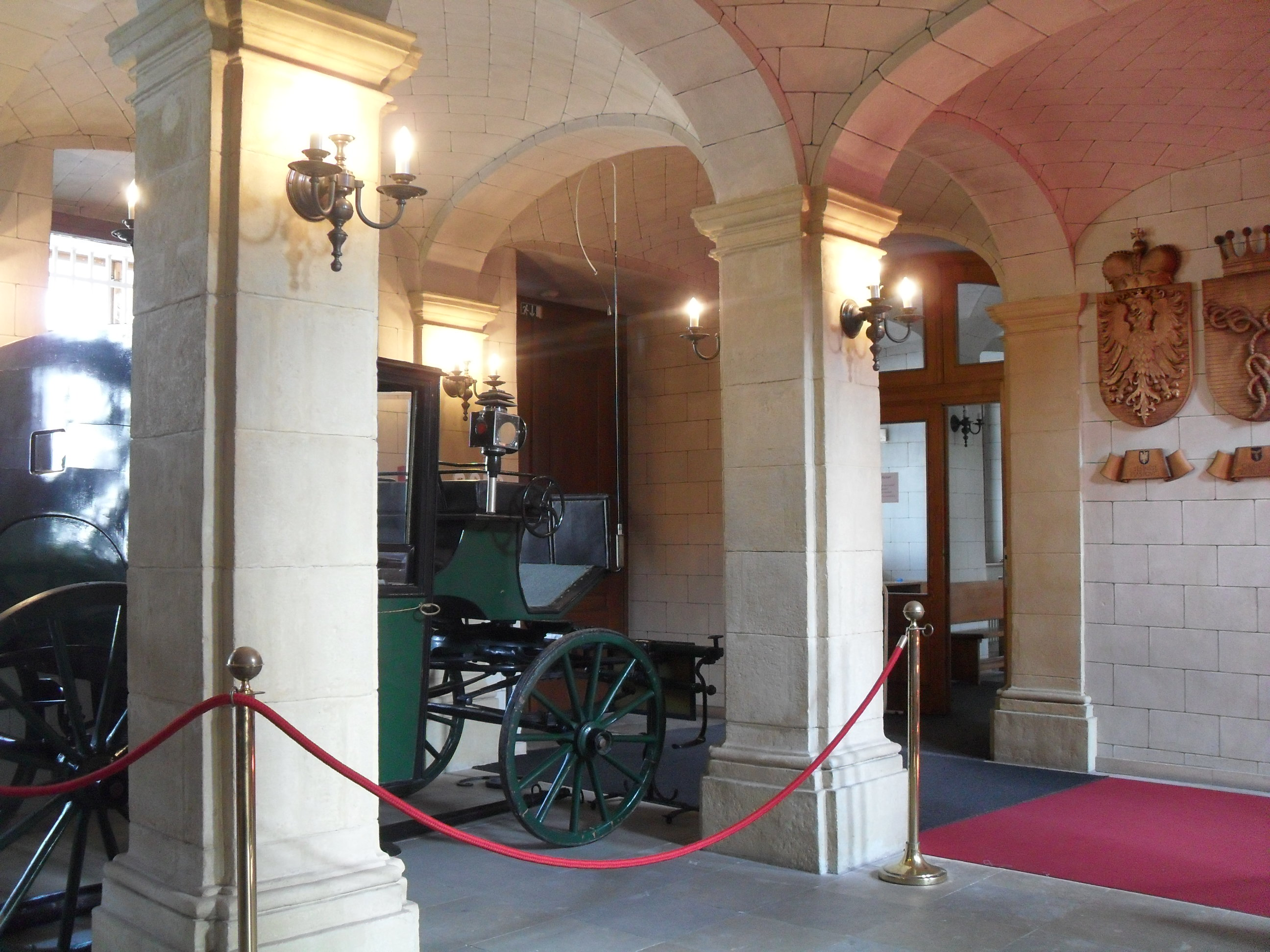
Vstupní hala knížecího zámku vznikla za doby Larisch-Mönnichů přestavbou renesančních prostor ze 16. století
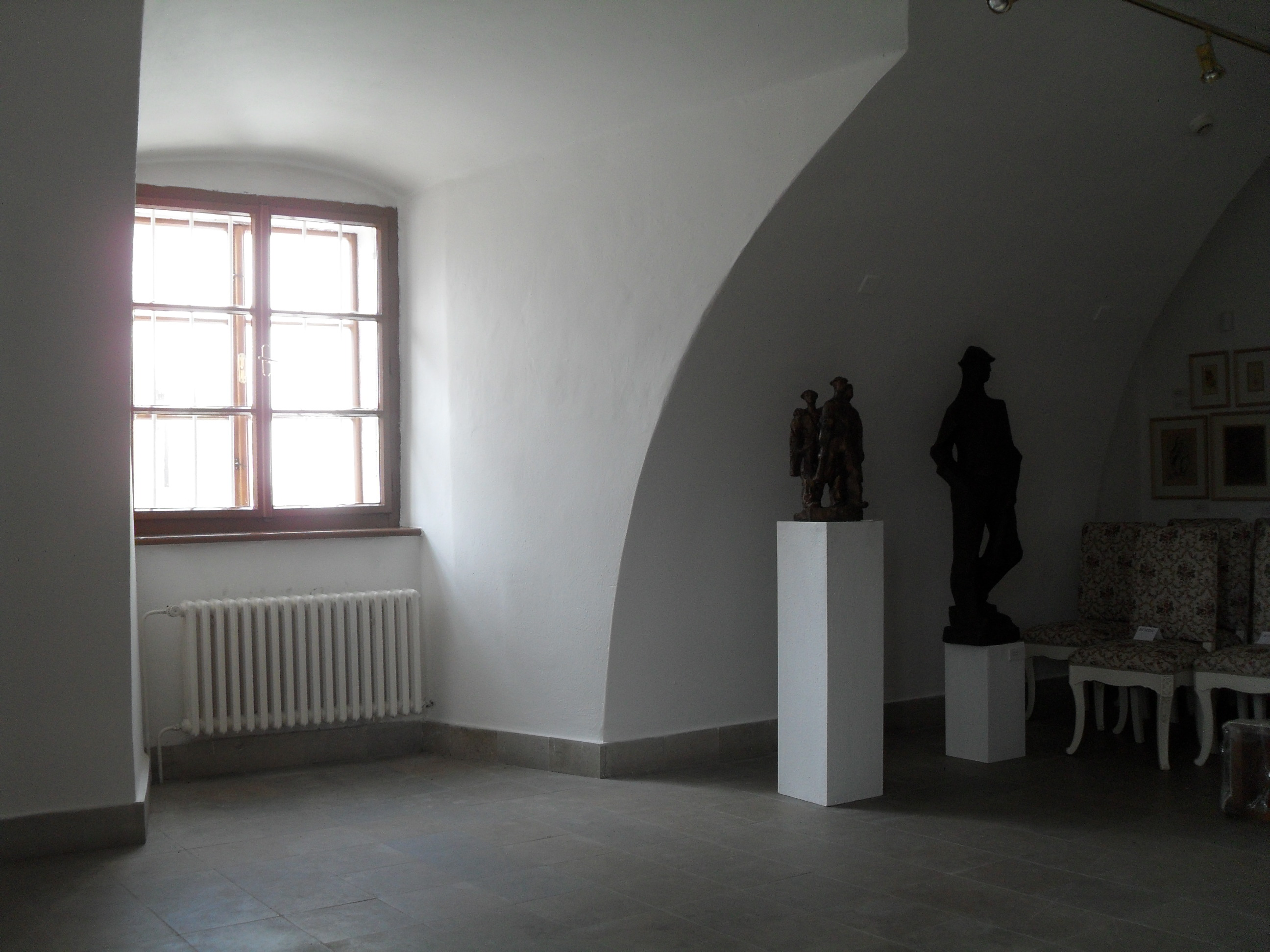
Gotická západní část knížecího zámku patří mezi nejstarší prostory hradu z konce 13. století
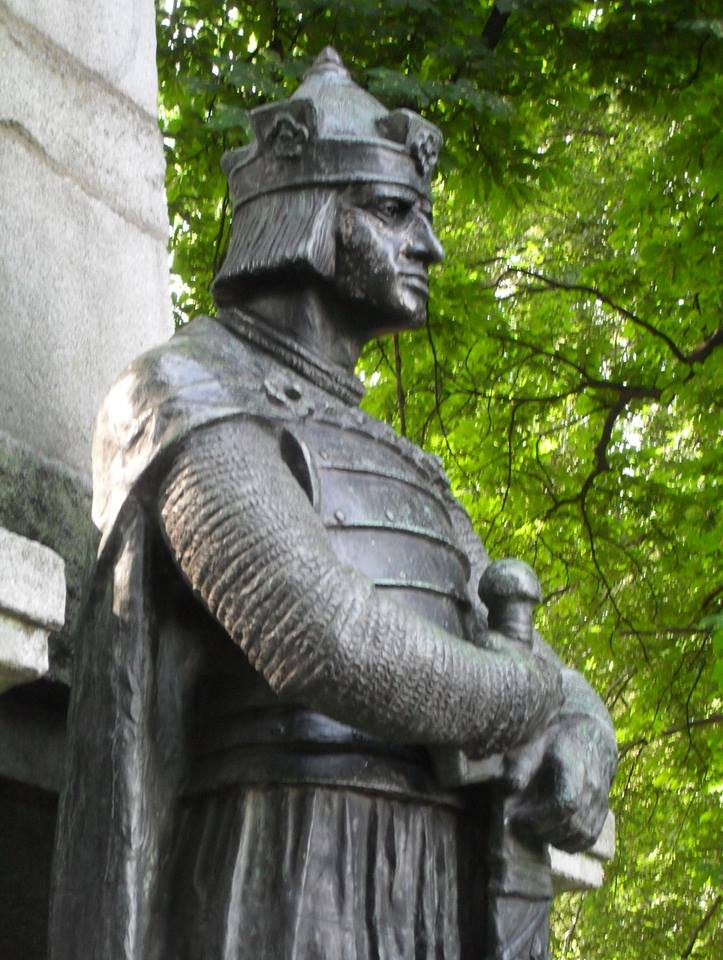
Fryštátský hrad založil roku 1288 Piastovský kníže Měšek III.Opolský, známý spíše jako Měšek I. Těšínsko-Osvětimský
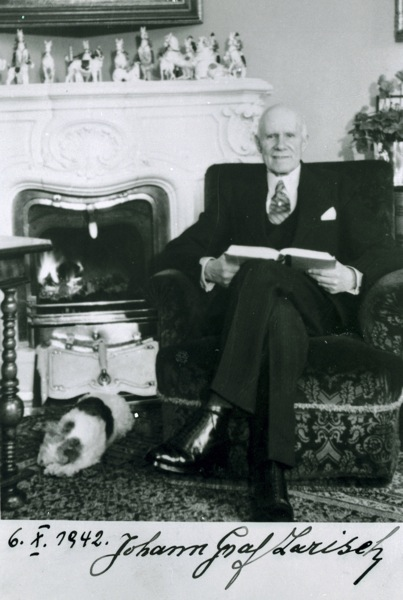
Roku 1872 se na Fryštátském hradě narodil jeho poslední majitel a šlechtic - hrabě Jan II. Larisch - Mönnich